# Glo Bénin
 (décembre 2021).
Glo Bénin, filiale du groupe télécoms nigérian Globacom est le quatrième opérateur de téléphonie mobile GSM au Bénin ayant démarré ses activités 2006 et qui met fin à ses activités à la suite de la perte de sa licence. Glo Mobile, .

## Activités
Les services à valeur ajoutée sont entre autres: le Service de Messagerie Multimédia (Mms), Glo Magic Plus, le système de positionnement et de guidage de véhicule comme le GPS, le caller Tunes et les opérations bancaires mobiles.

## Cessation d'activités
Le 18 décembre 2017, L’Autorité de régulation des communications électroniques et des postes (ARCEP) du Bénin  mes fin aux  activités de l’opérateur de téléphonie mobile,.
Apres la cessation des activités, l'entreprise procède le mercredi 13 juin 2018 à la vente aux enchères publiques des biens dont des véhicules et des groupes électrogènes.